# Dia Internacional per la Fi de la Violència Contra les Treballadores Sexuals
El Dia Internacional per la Fi de la Violència Contra les Treballadores Sexuals se celebra cada 17 de desembre de forma anual i reivindica la fi de la violència contra les treballadores sexuals, els seus defensors, amics, famílies i aliats. Originalment concebut com a memorial i vetlla per a les víctimes de Green River Killer a Seattle, Washington, EUA, s'ha convertit en un esdeveniment internacional anual. La jornada crida l'atenció sobre els delictes d'odi comesos contra les treballadores sexuals a tot el món, així com la necessitat d'eliminar l'⁣estigma social i la discriminació que han contribuït a la violència contra les treballadores sexuals i la indiferència de les comunitats de les quals formen part. Els activistes de les treballadores sexuals també afirmen que les lleis costumistes i prohibicionistes perpetuen aquesta violència.

## Rerefons
Celebrat per primera vegada l'any 2003, el Dia Internacional per la fi de la violència contra les treballadores sexuals va ser impulsat pel Dr. Annie Sprinkle i Robyn Few, fundadors de Sex Workers Outreach Project USA (SWOP-EUA), una organitzacio americana pels drets de les treballadores sexuals. En una carta pública, Sprinkle afirmà:

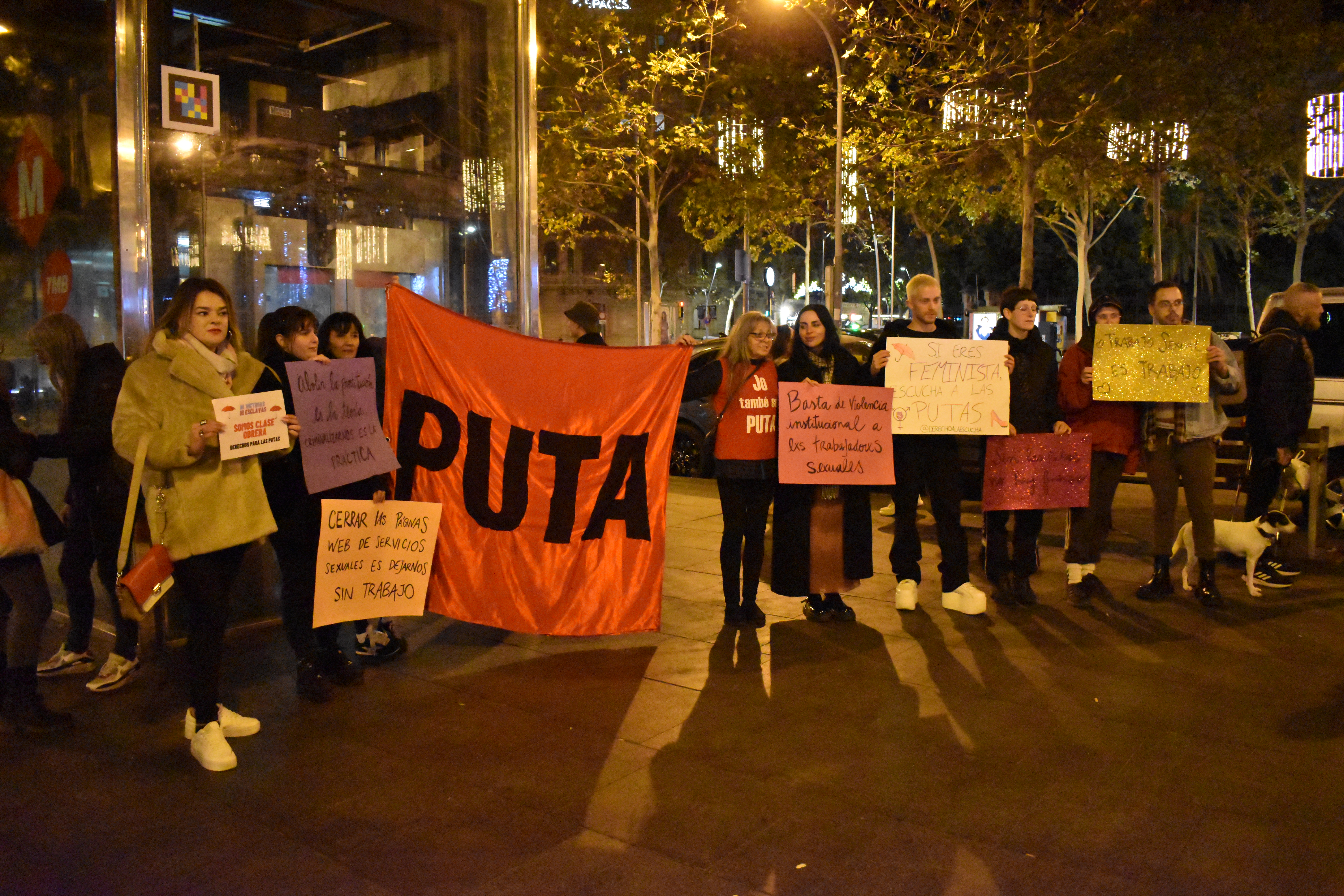
Concentració a Barcelona pel Dia Internacional per la Fi de la Violència Contra les Treballadores Sexuals el 17 de desembre de 2023.

| «                                                                                              | (anglès) Violent crimes against sex workers go underreported, unaddressed and unpunished. There really are people who don't care when prostitutes are victims of hate crimes, beaten, raped, and murdered. No matter what you think about sex workers and the politics surrounding them, sex workers are a part of our neighborhoods, communities and families. | (català) Els delictes violents contra les treballadores sexuals no es denuncien, no s'aborden i són impunes. Realment hi ha gent a qui no li importa quan les prostitutes són víctimes de crims d'odi, colpejades, violades i assassinades. Independentment del que penseu sobre les treballadores sexuals i la política que les envolta, les treballadores sexuals formen part dels nostres barris, comunitats i famílies. | » |
| — International Day To End Violence against Sex Workers \| A public letter from Annie Sprinkle | | |   |

## Símbol de paraigua vermell
El paraigua vermell és un símbol important dels drets de les treballadores sexuals i s'utilitza per als esdeveniments que se celebren el 17 de desembre. El símbol del paraigua vermell va ser utilitzat per primera vegada per les treballadores sexuals a Venècia, Itàlia, l'any 2001. L'artista eslovè Tadej Pogacar va col·laborar amb les treballadores sexuals per crear el "Pavelló de la prostituta" i la instal·lació d'art CODE: RED per a la 49a Biennal d'Art de Venècia. Les treballadores sexuals també van fer una manifestació al carrer, la Marxa dels paraigües vermells, per protestar per les condicions laborals inhumanes i els abusos dels drets humans.
El Comitè Internacional dels Drets de les Treballadores Sexuals a Europa (ICRSE) va adoptar el paraigua vermell com a símbol de resistència a la discriminació l'any 2005. Es va organitzar una marxa corresponent com a acte de cloenda de la Conferència Europea sobre Treball Sexual, Drets Humans, Treball i Migració, celebrada a Brussel·les, Bèlgica, a la qual van assistir prop de 200 participants.